# 8-苯胺-1-萘磺酸
8-苯胺-1-萘磺酸或8-苯胺萘-1-磺酸，缩写为ANS，是一种同时含有磺酸和胺基的有机化合物。该化合物用作荧光分子探针。例如，ANS可用于研究蛋白质中配体结合引起的构象变化，因为ANS的荧光特性会在与蛋白质表面的疏水区域结合时发生变化。因此，在有特定配体存在和不存在的情况下，荧光的比较可以提供有关配体结合如何改变蛋白质表面的信息。它对线粒体膜的渗透性使其特别有用。